# 풍납토성
풍납토성(風納土城)은 대한민국 서울특별시 송파구에 위치한 토성 유적으로, 현대 대한민국 역사학계에서 백제의 첫 수도였던 위례성의 주요 성 중 하나라고 추정하고 있다. 풍납토성에 대한 역사적 조사는 1916년 조선총독부가 실시한 고적 조사가 처음이지만, 1925년 을축년 대홍수로 풍납토성의 윤곽이 드러나면서 본격적으로 유적에 대한 조사가 이루어졌다. 이후 1996년부터 송파구 풍납동 일대에 아파트 개발을 시작하던 중 토성의 유물이 발견되면서 다시 조사가 진행되었다. 이후 2000년대 서울특별시와 문화재청이 풍납토성을 문화재로 지정하면서 문화재 보존과 지역 개발을 두고 여러 차례 갈등 및 중재가 반복되었다.
풍납토성의 축조 시기와 그 기능에 대해서 역사학계의 의견은 분분하다. 풍납토성 남쪽에 위치한 서울 몽촌토성에서 1980년대 조사를 통해 백제 시기 유물이 발견되면서 위례성이 어디인지를 두고 학계의 의견이 갈렸다. 이후 《삼국사기》를 비롯한 여러 사료와 추가 발굴 등을 통해 역사학계에서는 위례성의 위치 및 기능을 다시 검토하고 있다.
1963년 1월 21일 사적 지정 당시 명칭은 광주풍납리토성(廣州風納里土城)이었으나, 2011년 7월 28일 지역명 병기 및 한글맞춤법(띄어쓰기)를 적용하여 서울 풍납동 토성(서울風納洞土城)으로 문화재 명칭이 변경되었다.

## 발굴 과정과 출토 유물
풍납토성에 대한 최초의 기록은 1916년 조선총독부에 의해 실시된 고적조사이다. 유적이 있다는 정도만 파악한 간단한 조사였다. 이 유적의 구체적인 성격은 1925년 7월의 을축년 대홍수로 인해 밝혀졌다. 이 때 범람한 한강에 의해 토성의 서벽 인근이 쓸려나갔다. 한달 뒤인 8월 세키노 다다시에 의한 조사 결과 청도제 자루솥, 금제 귀걸이와 허리띠, 백동거울, 유리구슬 등의 유물이 발견되었다. 이러한 조사의 성과를 바탕으로 1934년에는 아유카이 후사노신이 백제 초기 도읍으로 추정했다. 이러한 주장이 받아들여져 1936년에는 조선총독부가 조선 고적 27호로 지정했다. 1939년 이병도는 이 성을 왕성이 아닌 군사적 목적의 사성(蛇城)으로 보았다.
해방과 한국전쟁 이후 1963년 성벽만이 사적 11호로 지정되었고, 성의 내부는 사유지로 남아있다. 1964년 서울대학교 박물관이 시행한 시굴조사에서 삼국 시대 건국초기의 철기시대 유물이 발굴되었다. 이 때 발굴을 주도한 김원용 교수는 1세기 초에 축조된 것으로 보았다. 1975년에 김원용은 이병도의 견해를 받아들여 "반민반군(半民半軍)의 읍성"이라 보았다. 이후 강남이 개발될 때에도 성벽만 유적으로 인정된데다 성의 기능 역시 주목할만한 것으로 여겨지지 않았기 때문에 특별한 조사 없이 개발이 이루어졌다.
풍납토성의 기능이 다시 주목받게 된 것은 1996년의 일이다.1996년에 한양대학교 박물관이 388번지에서 실시한 구제발굴조사에서 유물층이 확인되었다. 연달아 1997년 1월에는 이형구 교수의 조사에서 백제토기가 발견되었다. 이에 풍납지구 긴급발굴조사단이 구성되어 주거지 19기와 3중환호를 확인했다.1999년에 국립문화재연구소가 동성벽 단면 절개조사를 실시했고, 한신대학교 박물관이 경당지구를 발굴했다. 경당지구에서는 백제의 각 지역에서 올라온 토기들과, 중국에서 만들어진 토기들이 다량 발굴되어 해당 유적의 특별한 지위가 확인되었다. 제사유적과 제사후 폐기된 도구와 음식을 버리는 구덩이 유구, 기와와 건물바닥에 까는 전, 토기, 유리구슬 조각, 제물로 보이는 12마리의 말머리 등이 나왔다. 경당지구의 제사유적 주건물은 길이 13.5m, 폭 7, 길이 3m의 궁자형 가옥이었다.

## 복원 사업과 갈등
송파구청과 서울특별시청은 이 곳의 복원 사업을 진행하고 있다. 이에 따라 이 지역의 땅을 확보하여 공원화 하고있다. 문화재청과 사업자와 거주 주민들 사이에 보상비 갈등이 존재한다. 2000년 5월 13일 아파트 공사 현장에서는 주민들이 굴삭기로 발굴 현장을 훼손하는 사건이 일어났었다. 삼표 풍납레미콘공장 부지의 이전 협상도 진행되었지만 결국 소송으로 번졌다. 대법원이 이전하라는 판단을 했고 이 부지는 송파구로 넘어갈 예정이다.

## 성의 규모와 성격
풍납토성은 동벽 1.5km, 남벽 200m, 북벽 300m로 둘레 약 2.7km가 남아있으나 조사 결과 둘레가 4km가 넘고 부지 26만평 이상으로 한반도 내의 최대 규모 토성일 것으로 추정하고있다. 탄소연대 측정 결과 이 성은 기원전 2세기에서 기원후 3세기 사이에 축조된 것으로 예상하고 있다. 성의 성격을 두고 대한민국 역사학계에서는 백제의 위례성으로 보는 견해와 삼국 시대 국경의 방어성이었다는 견해, 또는 삼한의 소국이었다는 세가지 의견이 존재한다. 성을 짓는데에 연인원 100만명 정도가 동원됐을 것으로 추정하여 도성의 가능성이 높다는 주장이 있는 반면, 기원전 1세기 낙랑의 인구수가 40만 6748명이었다는 한서 지리지(漢書 地理志) 기록으로 미루어 보아 인구 40만의 낙랑에게 밀리던 백제 초기때 토성 축조에 100만명을 동원하였다는 것은 불가능하다는 주장이 서로 대립하는 상황이다.
성벽이 축조된 지점은 한강 지천의 자연제방의 윤곽을 이어 받은 것으로 판단된다. 축조 시점은 기원전(B.C) 199년에서 서기(A.D) 231년 사이, 혹은 고이왕대와 근초고왕대로 추정된다. 같은 곳에서 기원전 2세기부터 기원후 3세기까지 여러 시대의 유물들이 출토되는 점과, 과거 백제지역에서는 확인되지 않던 중국에서 유래된 판축(版築)기술이 적용된 것으로 보아 처음에는 삼한시대 어떤 소국의 중심지였다가 3세기 중후반~4세기 초반 삼국 세력 중 하나에게 흡수되어 새로운 축성기술이 도입된 것으로 추측된다.

## 사진

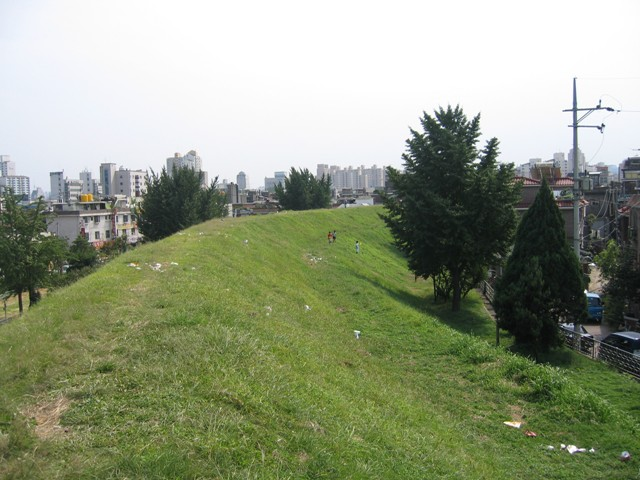
풍납토성
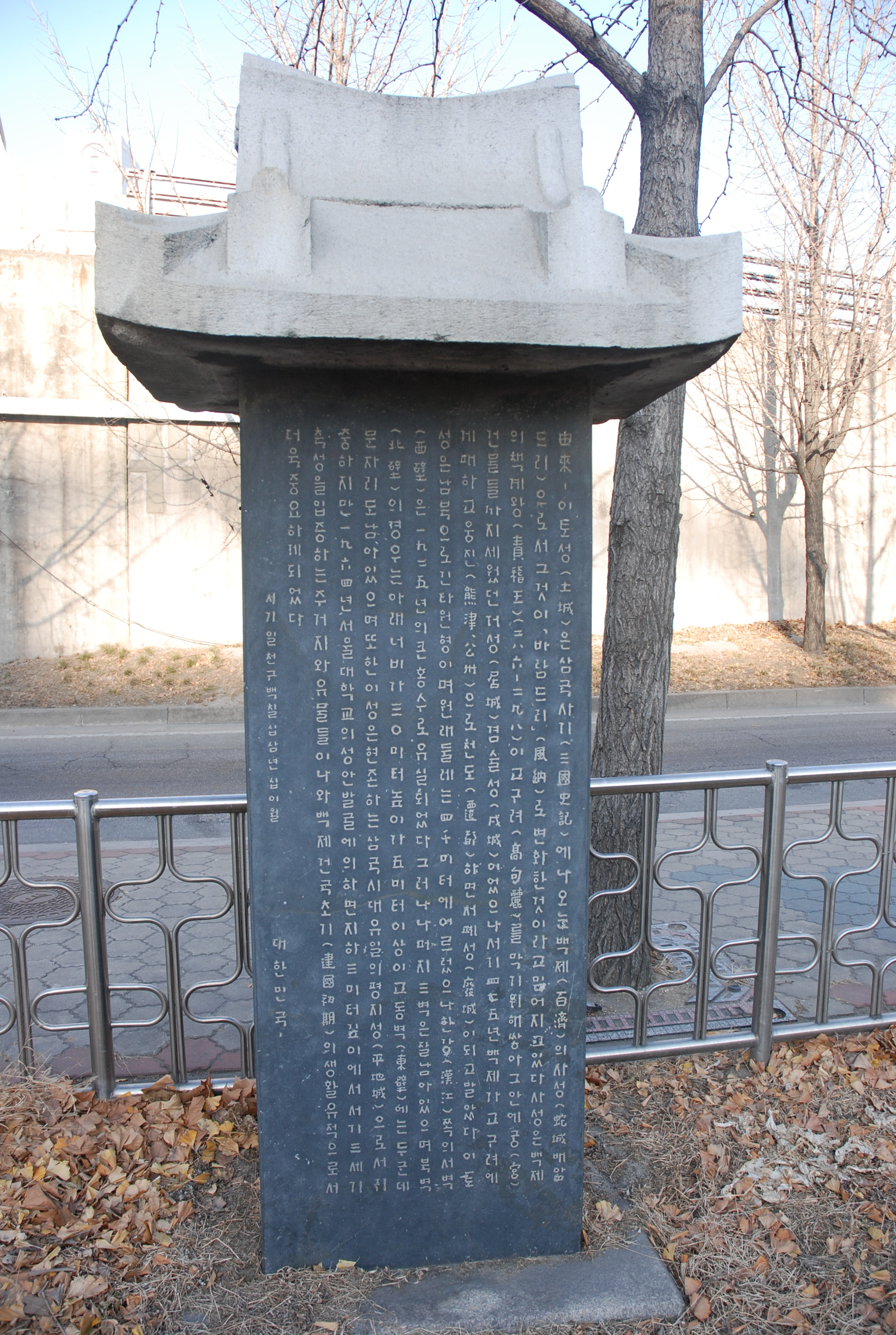
풍납토성 기념비

## 관련 홈페이지
- 한성백제박물관 보관됨 2011-06-27 - 웨이백 머신
- 풍납토성 - 국가유산청 국가유산포털
- 서울 풍납동 토성 - 한국민족문화대백과

### 주요 영상
- KBS 역사스페셜 – 잃어버린 왕국, 백제의 풍납토성, 2005년 6월 17일

## 같이 보기
- 한성백제박물관
- 몽촌토성
- 서울 석촌동 고분군